# Hôtel Danieli
 (avril 2021).
Si vous disposez d'ouvrages ou d'articles de référence ou si vous connaissez des sites web de qualité traitant du thème abordé ici, merci de compléter l'article en donnant les références utiles à sa vérifiabilité et en les liant à la section « Notes et références ».
L'hôtel Danieli est un hôtel historique de Venise, situé sur le riva degli Schiavoni, à l'angle du Rio del Vin non loin de la place Saint-Marc et du Palais des Doges. Il occupe l'ancien palais Dandolo, nom d'une famille qui a donné plusieurs doges à la cité.

## Histoire
Le palais fut édifié au XVe siècle, en style dit « vénéto-gothique », par la famille Dandolo, illustrée entre autres par le doge Enrico Dandolo, vainqueur de Constantinople, qui en ramène les célèbres chevaux de Saint-Marc, mais on ignore qui exactement a entrepris la construction du palais, vers 1400. L'édifice passe ensuite de mains en mains, au gré des rachats par plusieurs familles nobles, familles de doges pour la plupart : les Gritti (1536), les Michiel, les Mocenigo (en 1630, à l'occasion des noces de Giustiniana Mocenigo et de Lorenzo Giustinian, on y représente la première de l'opéra de Claudio Monteverdi, Proserpina rapita), les Bernardo, les Nani. Le palais prend ainsi les noms successifs de ses propriétaires.
En 1822, à la fin de la République, il est racheté partiellement (le premier étage) par Giuseppe Da Niel, dit Danieli, qui en fait un hôtel, l’Albergo reale. Sa fille Alfonsina Muzzarelli acquiert en 1840 la totalité, qu'elle transmet à son tour à sa fille, Giuseppina Roux. L'Albergo reale deviendra ensuite le Royal Danieli, et enfin simplement « hôtel Danieli ». C'est presque immédiatement un hôtel mythique, accueillant les personnalités les plus connues du temps[réf. nécessaire]. Devant son succès, on construit un deuxième bâtiment au XIXe puis au XXe siècle un troisième, reliés à l'hôtel d'origine. L'entrée se faisait par la porte gothique située Calle delle Razze ; l'entrée actuelle est ouverte ultérieurement sur le quai des Schiavoni.
Le Danieli a reçu des hôtes illustres comme Goethe, Wagner, George Sand et Alfred de Musset, Honoré de Balzac, Charles Dickens, John Ruskin, Émile Zola, des peintres qui en ont laissé des vues, des musiciens, et il a servi de décor aussi bien à des œuvres littéraires qu'à des films (Eva, de Joseph Losey ; Le Guignolo, de Georges Lautner ; Sait-on jamais... de Roger Vadim).
L'hôtel offre une vue privilégiée sur la lagune et San Giorgio Maggiore.
Le Danieli appartient désormais à la chaîne d'hôtels Marriott.
L'intérieur contient des œuvres d'art, du mobilier original et des lampadaires en verre de Murano, des tapisseries, des colonnes de marbre rose.

## Illustrations

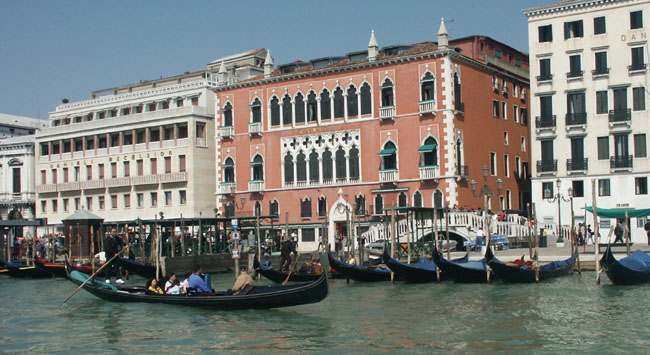
L'hôtel Danieli.
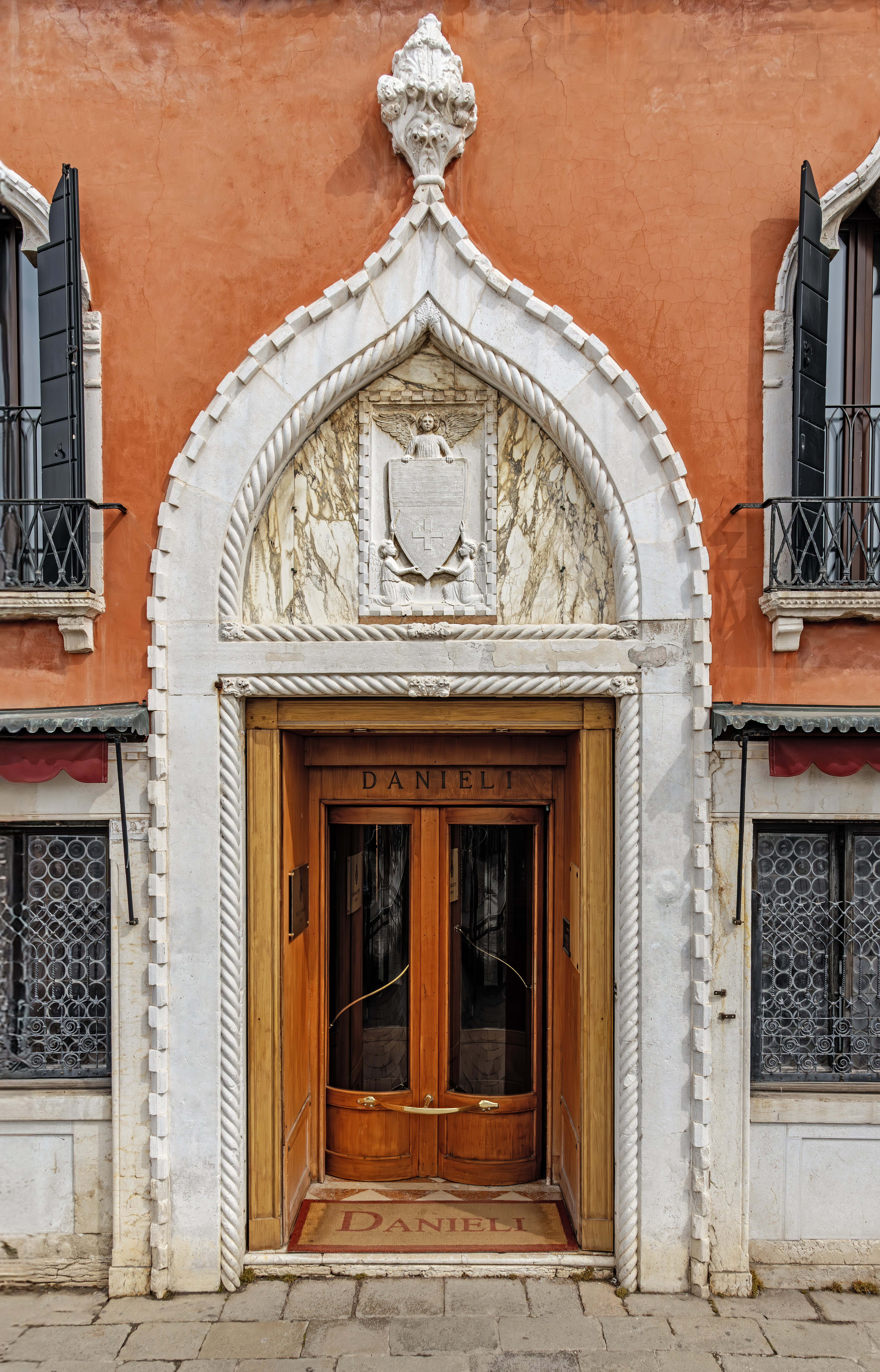
L'entrée principale - Riva degli Schiavoni.
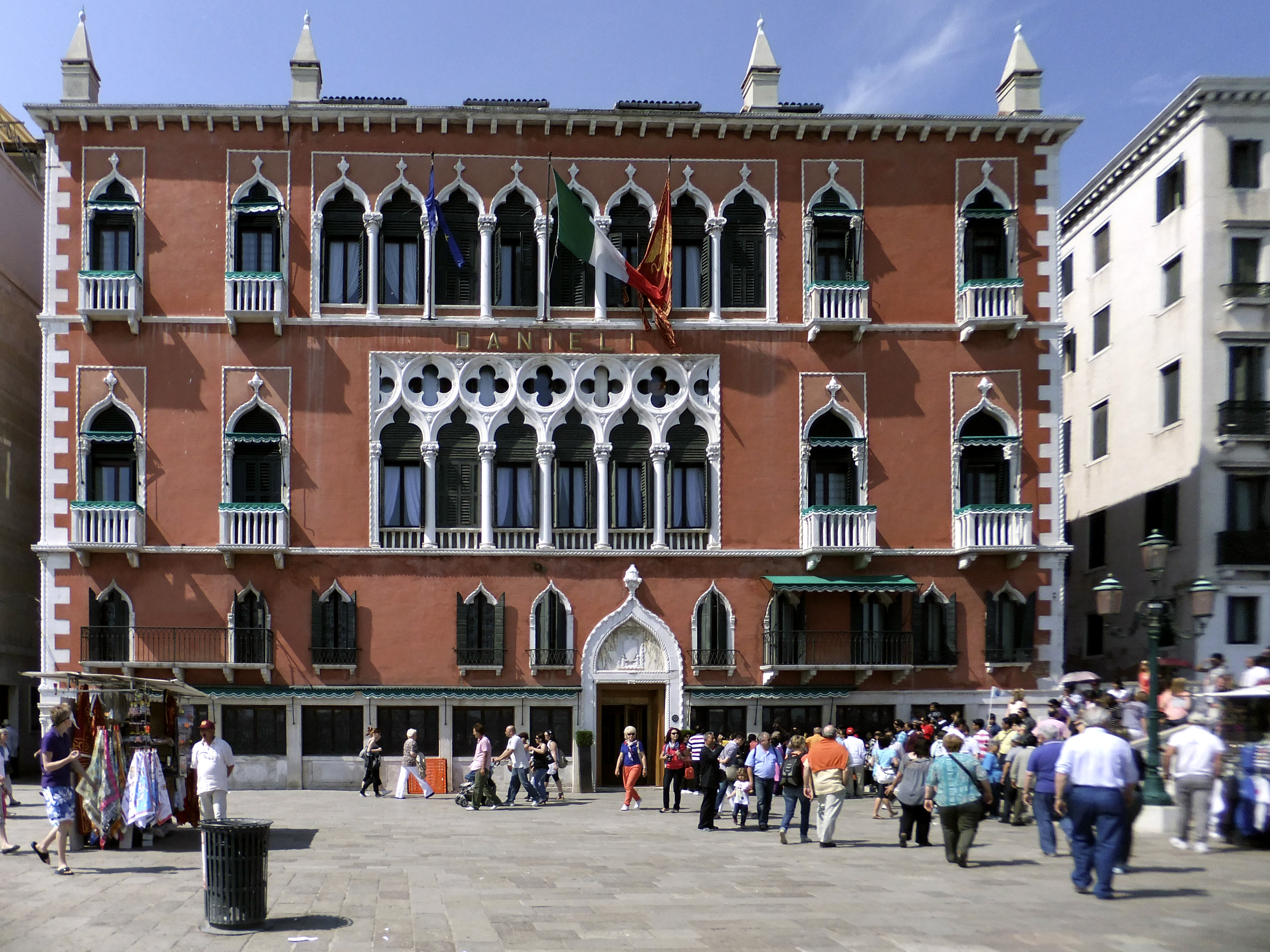
Façade.
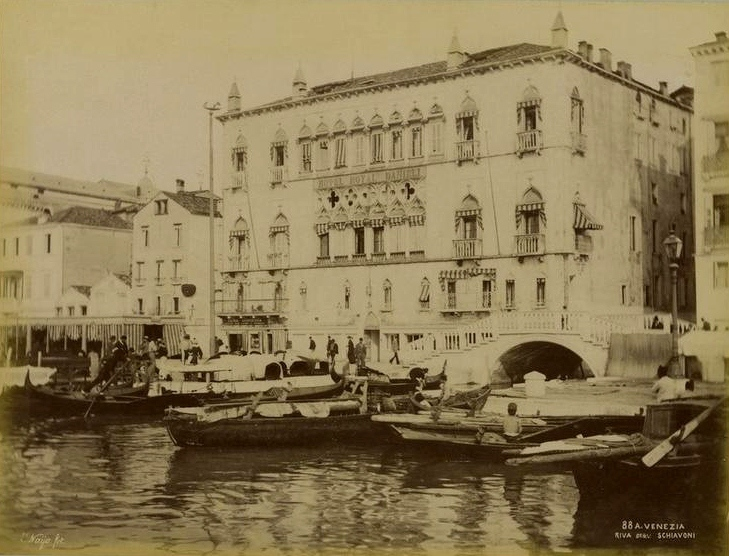
L'hôtel Danieli dans les années 1880, photographié par Carlo Naya.
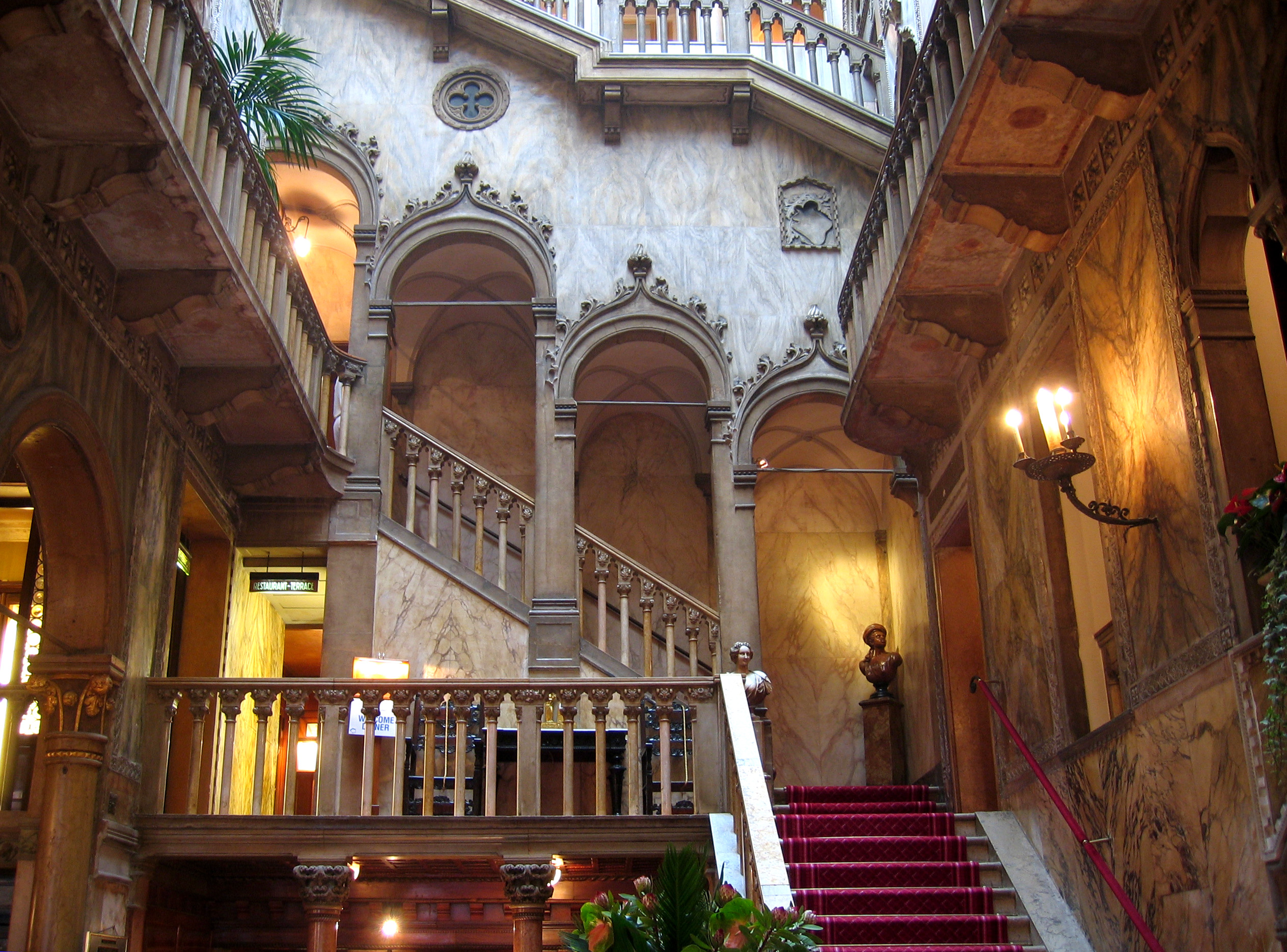
Le hall de l'hôtel.